# 越後七不思議
越後七不思議（えちごななふしぎ）は、越後国（現在の新潟県）に伝わる珍しい事柄を集めたもの。
七不思議は様々な内容が語り継がれており、高橋克庵の『北遊紀行』では22個、『北越名所旧跡奇物名産地理案内之全図』では49個の不思議が紹介されている。中でも親鸞の伝説にかかわる7つが代表的な不思議である。越後国は親鸞の流刑地であり、浄土真宗が盛んであったため、動植物の珍種を親鸞の起こした奇瑞として伝えたものであると考えられている。

## 代表的な七不思議

### 逆さ竹（さかさだけ）

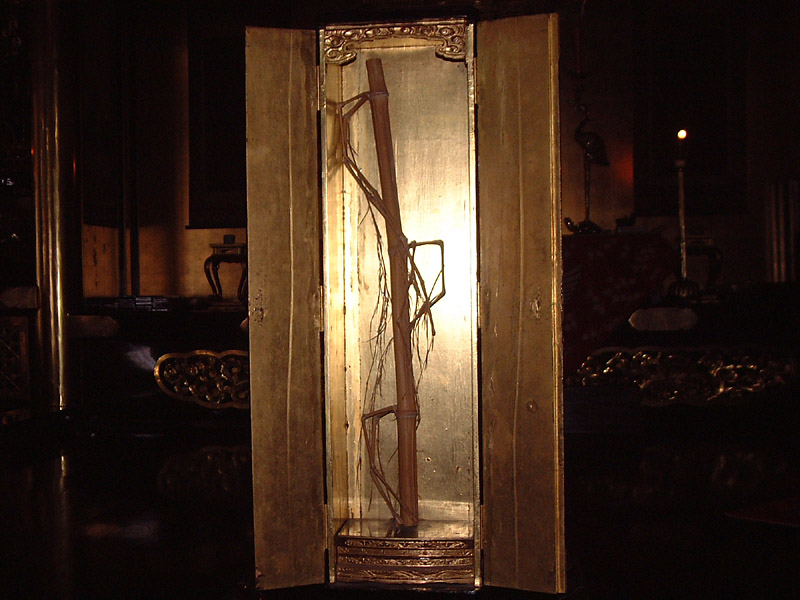
西方寺の逆さ竹標本

新潟市中央区鳥屋野の西方寺に現存する。国指定の天然記念物。
天然記念物指定名称は鳥屋野逆ダケの藪（とやのさかさだけのやぶ）。
枝が下向きに生える枝垂れタケ。親鸞が竹杖を逆さに土に挿したものに根が生えたと伝える。逆さ竹はハチクが枝垂れる変異種であるが、竹の枝垂れは他にほとんど例がなく、極めて珍しい奇形であることから1922年（大正）11年10月12日に国指定の天然記念物に指定された。近隣に所在するゆかりの寺である西方寺には、標本が保存されている。
竹が枝垂れる原因については、長期間にわたって狭い範囲に密生して生育することによる影響や、豪雪による積雪量の多い期間が長いことによる中空の竹枝の耐久性などの因果関係が議論されてきたが、未だに確定的なものはない。

### 焼鮒（やきふな）
新潟市西区山田の山王神社（現在の山田神社）での出来事。
1211年（建暦元年）11月、親鸞が赦免され当地を去る際に催された酒宴の肴に、焼いたフナが用意されたが、親鸞が傍らの榎に纏っていた袈裟を掛け「わが真宗の御法、仏意にかない、念仏往生間違いなくんば、この鮒必ず生き返るべし」と唱えてから池に放したところ、生き返り泳ぎだしたという。それ以来、当地では体に黒い焦げ目模様のあるフナが獲れるようになったと伝えられている。1796年（寛政8年）には親鸞が袈裟を掛けたとされる榎の枝が折れたため、その枝を挽くと切り口の一方に親鸞の姿、もう一方に鮒の形が現れた。
この2つの木の盤を山王神社の神官であった田代家で厨子にいれて安置していたが、親鸞の盤は火災で焼け焦げてしまっている。
神社近くの焼鮒駅は、この伝説にちなんで名付けられた。

### 八房の梅（やつふさのうめ）
阿賀野市小島の梅護寺に現存する。

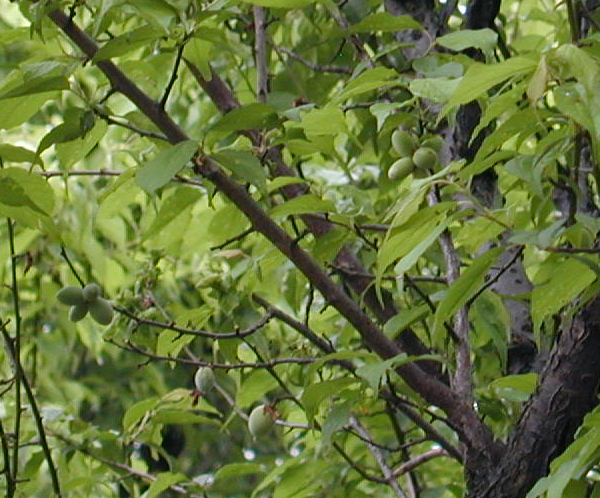
八房の梅

ひとつの花に八つの実がなる八重咲きのウメ。親鸞が「のちの世の しるしのために 残し置く 彌陀頼む身の たよりともがな」と詠み、梅干の種を植えて育った梅であると伝えられている。
八房の梅は全国にあり、座論梅や品字梅とも呼ばれる。山梨県の洞雲寺、岐阜県の聖蓮寺にある八房の梅はそれぞれ県指定の天然記念物となっており、宮崎県児湯郡新富町の湯ノ宮の座論梅は国指定の天然記念物となっている。

### 珠数掛桜（じゅずかけざくら）[注釈 1]

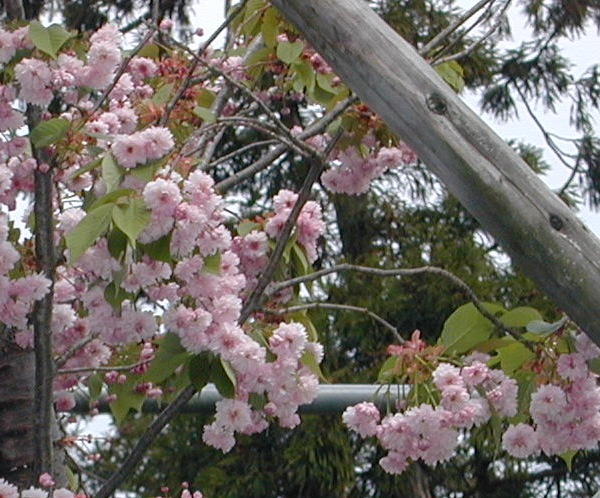
珠数掛桜

阿賀野市小島の梅護寺に後継樹がある。国指定の天然記念物であるが、原木は枯死している。
天然記念物指定名称は梅護寺の珠数掛ザクラ（ばいごじのじゅずかけざくら）。
サトザクラの栽培品種である。親鸞が桜の枝に数珠を掛け仏法を説いたところ、数珠のように花がつながり咲くようになったと伝えられている。また、花房が10cm以上になるという特徴もある。
梅護寺の桜の花は紅色で約80枚の花びらで構成され、八重桜の中でも特に美しいことから、昭和2年4月8日に国指定の天然記念物に指定された。
2002年に原木がならたけ病に感染し、後継樹を作るため組織培養を開始した。2006年・2007年に培養が成功した後継樹2本を含む12本が梅護寺に移植された。

### 三度栗（さんどぐり）
阿賀野市保田の孝順寺にあるが、当時の三度栗は枯れ、現在は新しい三度栗が植えられている。
一年に三度花が咲き、六月・九月・十一月に実を結ぶという栗。親鸞が植えた焼栗から育ったと伝えられている。

### 繋ぎ榧（つなぎがや）

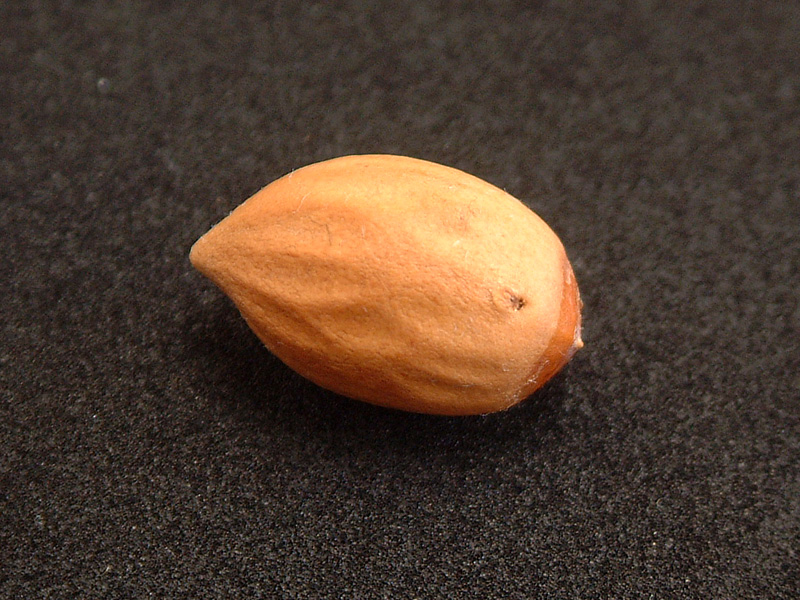
繋ぎ榧の実

南蒲原郡田上町大字田上丙の了玄寺に現存する。国指定の天然記念物。
天然記念物指定名称は了玄庵のツナギガヤ（りょうげんあんのつなぎがや）。
糸を通したような穴のある実がなるカヤの木である。親鸞が植えた食膳のカヤの実から育ったと伝えられている。また、親鸞が護摩堂山で法話をした際に護摩堂城主から貰い受けた、農民が年貢代わりに納めた糸でつないだ榧の実を、植えたものであるとも伝えられている。
榧の実の穴は種子が発芽する際に幼根が出る為のものだが、了玄寺の榧の実はその穴が顕著に現れるという。
了玄寺の近くには、国指定の天然記念物・田上村ツナギガヤ自生地があり、了玄庵のツナギガヤはこの自生地から移植されたものである。

### 片葉の芦（かたはのあし）
上越市五智の居多神社に現存する。

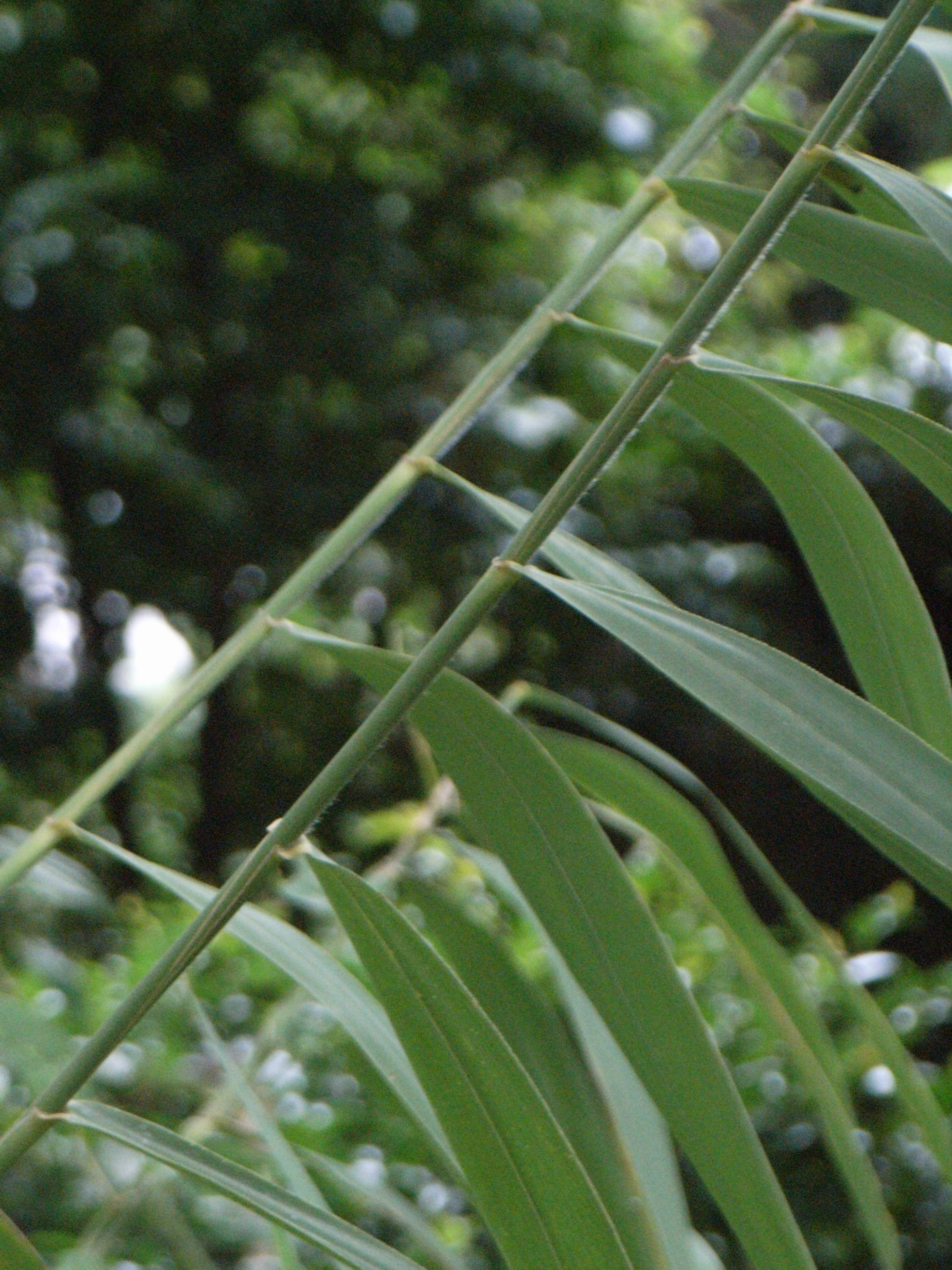
片葉の芦

アシ科の植物は通常、葉が互生するのに、それが片側一方向にだけ伸びるアシ。親鸞が神社に参詣し念じたところ、池に生えるアシが一夜にして「片葉」になったと伝えられている。また、親鸞が池に映る自分自身の顔を像にしようと彫刻をしていた際の伝承も残っている。彫刻をしていたある日、心を安らげる葦笛の音が聞こえ、ふと見上げると麗しい乙女がほほえみかけてきたという。芦笛の音が何日も続き、像が完成したときすべての芦が片葉になっており、乙女により片葉が摘み取られていたという。それ以来「片葉」になったとも伝えられている。
直江津の居多ヶ浜で船を降りた親鸞が越後の地に第一歩を記した記念に、上越市国府に七不思議第1番として「片葉の葦の石碑」が立っている。
片葉の芦は全国にあり、本所七不思議のひとつの片葉の葦や遠州七不思議の妙日寺の片葉の葦がある。地形や水流などの影響で、片葉になるという。

## 八珍柿
八珍柿（はっちんがき）は渋柿の品種。正式名は平核無柿（ヒラタネナシガキ）。実の中に種のできないカキの変種。
越後七不思議の次に珍しい、種がない柿という意味から「八珍」とも言われている。
原木は新潟市秋葉区古田にあり、樹齢約300年、高さ16m、幹周り200cmの巨木で県指定の天然記念物になっている。明治20年頃、鶴岡市の鈴木重作が栽培していた八珍柿を庄内藩家老職の酒井調良が気に入り、栽培を広げたものが庄内柿と呼ばれるようになり、昭和初期になって佐渡郡羽茂村（のちの羽茂町、現在の佐渡市）の杉田清が佐渡島で産地化をすすめたものがおけさ柿である。

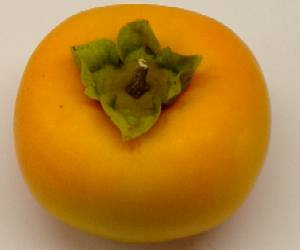
八珍柿 表
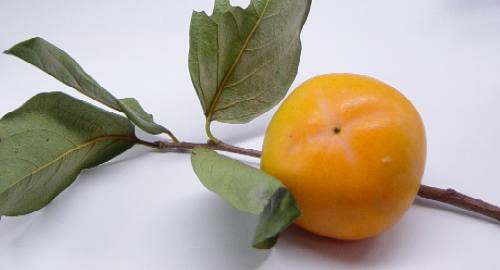
八珍柿 裏
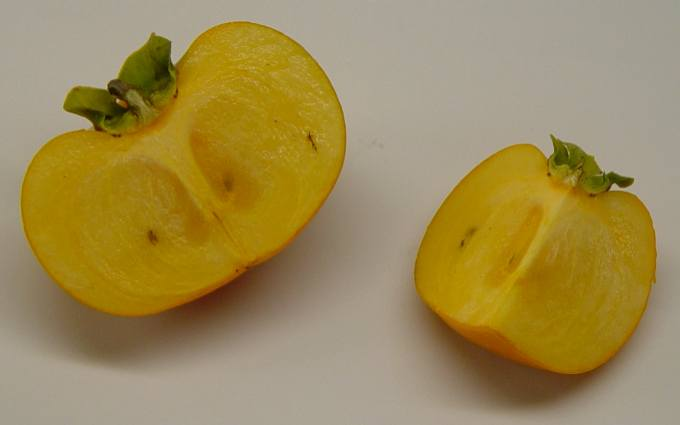
八珍柿 断面